# خريطة تحرش
خريطة تحرش هي مبادرة غير هادفة للربح تعمل علي الحد من حالات التحرش الجنسي في المجتمع عن طريق بلاغات الموبايل والموقع الإلكتروني ثم وضعها على الخريطة.

## التاريخ
في عام 2005، بدأت إحدى مؤسسات الخريطة «ريبكا تشاو» الكشف عن مدى انتشار التحرش الجنسي في الحياة اليومية للمرأة المصرية، وبمساعدة بعض الأصدقاء والمتطوعين، شنت ريبكا حملة لمعالجة ظاهرة التحرش الجنسي في مصر والتي تبناها «المركز المصري لحقوق المرأة».
وكان الهدف من تلك الجهود هو تغيير التشريعات القانونية للتحرش الجنسي داخل الحكومة المصرية  لتجريمها بدرجة أعلى، وكان الدافع الأكبر لهذه المبادرة عندما اجرى المركز القومي لحقوق المرأة استبيان عام 2008 وجد فيه الباحثون أن 83% من النساء المصريات و98% من النساء الأجنبيات في مصر بالفعل قد تعرضوا إلى تحرش جنسي.
ومن هنا قررت مؤسسات خريطة تحرش «ريبيكا» و «إنجي غزلان» أتخاذ خطوة فعالة على أرض الواقع لمحاربة تلك الظاهرة عن طريق تقنية «فرونتلاين للرسائل القصيرة» و«يوشاهيدي» وربطهما معا وانشاء قاعدة تكنولوجية للخريطة.

## المهمة
خريطة التحرش هي مبادرة تقوم على التطوع، مهمتها إنهاء التقبل المجتمعي للتحرش الجنسي في مصر،
وبجانب خدماتها الفعالة في التوعية المجتمعية تقوم خريطة تحرش بتقديم دروس دفاع عن النفس وتثقيف مجتمعي لكل من الرجال والنساء.

## المؤسسين
شارك في تأسيس خريطة تحرش «ريبكا تشاو» (مدير المشروع)، «انجي غزلان»، «أمال فهمي» (الباحث الرئيسي في وحدة الأبحاث)، «سوسن جاد».

## كيف تعمل
إذا تعرض أحد الي التحرش أو شاهد واقعة تحرش، يقوم بملئ تقرير وارساله مباشرة عن طريق خدمة الرسائل القصيرة أو البريدي الإلكتروني أو مواقع التواصل الاجتماعي مثل «فيس بوك»، «تويتر»،
تتضمن هذه التقارير بيانات الشارع والمكان الواقع به حادثة التحرش وتقوم الخريطة بالتحقق من هذه التقارير ثم وضعها على خريطة جوجل مصر كنقطة حمراء كأماكن تعَرُض للتحرش الجنسي.
يقوم متطوعي خريطة التحرش بالذهاب إلي تلك المناطق لرفع الوعي عن ماهية التحرش الجنسي والعمل على وضع حد لإنهاء تقبل المجتمع له، عن طريق لقاء اصحاب المحال التجارية والمقاهي وظباط الشرطة وحارسي العقارات لجعل مناطقهم «أمنة ضد التحرش».

## الجوائز والمنح
حصلت خريطة تحرش على تقديرات عالمية ومحلية ففي 2011 حصلت على جائزة القمة العالمية للشباب وفي  2012 حصلت على جائزة دويتسه فيله لأفضل المدونات في إطار استخدام أفضل للتكنولوجيا في مجال خدمة المجتمع وهي حاليا مشروع محتضن من جانب جمعية نهضة المحروسة.
منذ إنشاء خريطة تحرش وهي تدعم المبادرات مماثلة، فقامت بدعم نشطاء في أكثر من 25 دولة، وفي 2012 قام مركز بحوث التنمية الدولية في كندا بعرض منحة لمواصلة دراسة  ظاهرة التحرش الجنسي في مصر بناء على التقارير التي يقدمها المشاركين.